# Тиль-Вавр
Тиль-Вавр (фр. Thielle-Wavre) — бывшая швейцарская коммуна в кантоне Невшатель, состоявшая из населённых пунктов Тиль и Вавр.
Тиль-Вавр был образован 1 января 1888 года в результате объединения коммун Тиль и Вавр. 1 января 2009 года Тиль-Вавр вошёл в состав новой коммуны Ла-Тен, которая в свою очередь в 2025 году вошла в состав Латены.

## География
Тиль-Вавр расположен в регионе Литтораль. Соседними муниципалитетами Тиль-Вавра были муниципалитеты Марен-Эпанье, Сен-Блез и Корно, а также бернский муниципалитет Гампелен.

## История

### Средние века
Первые исторические упоминания о населенных пунктах Tela (Тела) или Thielle (Тиль) датируются 1153 годом, а Вавр (Vavra или Wavre), изначально была деревней, первое упоминание о которой дотируется 1179 годом. В 1335 году деревня Вавр приобрела статус общины.

### Новое время
1 января 1888 года общины Тиль и Вавр объединились, образовав новый муниципалитет под названием Тиль-Вавр.

### Новейшее время
24 февраля 2008 года прошло голосование о создании новой коммуны Ла-Тен, путем объединения общин Марин-Эпанье и Тиль-Вавр. Резиденты муниципалитета Тиль-Вавр проголосовали за объедение. Голоса «за» составили 90,63 %. C 1 января 2009 Тиль-Вавр был включен в состав коммуны Ла-Тен.
26 ноября 2023 года в коммунах Ла-Тен, Энж, Отерив и Сен-Блез было проведено голосование с целью создания нового муниципалитета Латена. В результате решение было принято, поскольку за него проголосовало большинство резидентов (72,62 %). Решение вступит в силу с 1 января 2025 года.

## Демография
Согласно переписи населения 1900 года, в общине Тиль-Вавр проживало 308 человек. К 1950 году это число сократилось до 277, но в 2000 году заметно возросло, достигнув 580 человек.
| 1900 | 1950  | 2000  |
| ---- | ----- | ----- |
| 308  | ▼ 277 | ▲ 580 |